# La Aldea de San Nicolás
La Aldea de San Nicolás (bis 2005 San Nicolás de Tolentino) liegt im Westen der Kanaren-Insel Gran Canaria. Die Gemeinde hat 7.449 Einwohner (Stand: 2024).
Der Ort ist nach dem hl. Nikolaus von Tolentino benannt.

## Wirtschaft
Die Gemeinde ist eher landwirtschaftlich geprägt. Der Ort lebt in der Hauptsache von seinen ausgedehnten Tomatenplantagen. Mit Wasser versorgt werden die Plantagen von zahlreichen Stauseen in den Bergen, die das Wasser aus den Regenfällen im Winter speichern. Neben den Tomaten werden auch Kartoffeln, Gemüse und verschiedene Früchte angebaut. Der Tourismus und die damit einhergehende Infrastruktur sind hier noch nicht so stark ausgeprägt wie beispielsweise an der Südküste.

## Verkehr
Bei La Aldea findet sich der letzte noch nicht realisierte Abschnitt der die Insel umrundenden Schnellstraße. Sowohl der nördlich gelegene Ort Agaete als auch die südlich gelegenen Orte Mogán und Puerto de Mogán waren lange Zeit nur über relativ kleine und enge Passstraßen erreichbar.
Nachdem Mogán bereits 2013 Anschluss an die Autobahn GC-1 erfahren hatte, wurde Anfang April 2017 der erste neue Abschnitt der Autobahn GC-2 bei La Aldea nach mehrjähriger Bauzeit eingeweiht, welcher La Aldea mit Agaete verbindet. Es handelt sich um ein rund 7 km langes Teilstück, welches sich unter anderem durch den bislang längsten Tunnel der Insel (3162 Meter) auszeichnet. Der neue Streckenabschnitt hat bereits wenige Monate nach Inbetriebnahme zu einer merklichen Belebung des Fremdenverkehrs in der Region La Aldea geführt.

## Einwohner
| Jahr | Einwohner | Bevölkerungsdichte |
| ---- | --------- | ------------------ |
| 1991 | 7.751     | -                  |
| 1996 | 8.082     | -                  |
| 2001 | 7.668     | 61,8 Ew./km²       |
| 2002 | 8.063     | -                  |
| 2003 | 8.089     | 65,8 Ew./km²       |
| 2004 | 7.988     | 64,7 Ew./km²       |
| 2005 | 8.299     | 67,2 Ew./km²       |

## Sehenswürdigkeiten
- Los Azulejos: farbige Felsschichten, einige Kilometer südlich Richtung Mogán; grüne Farbe hervorgerufen durch Natrium-Eisen-Silikat. An der Westküste herrschen relativ alte Gesteine (ca. 14 Millionen Jahre) vor.
- Cactualdea: einer der größten Kaktusgärten Europas
- Güi-Güi (auch: Guguy; für: Steilküste): Naturschutzgebiet mit zwei Stränden, die zur Hippie-Zeit sehr bekannt waren (ca. 500 Hippies lebten hier). Sand ist dort allerdings nur bei Ebbe zu sehen und wenn es in den vorhergehenden Monaten keine Stürme gab. Die Strände sind von Tasartico ausgehend nur nach dreistündiger Bergwanderung zu erreichen und haben keinerlei Infrastruktur.
- Almacén del Muelle: laut eigenen Angaben ersten Lagerhaus der Insel für Tomaten, 1898 errichtet im Hafenbereich. Das Gebäude wurde vollständig restauriert und für eine Nutzung als Touristeninformation adaptiert.

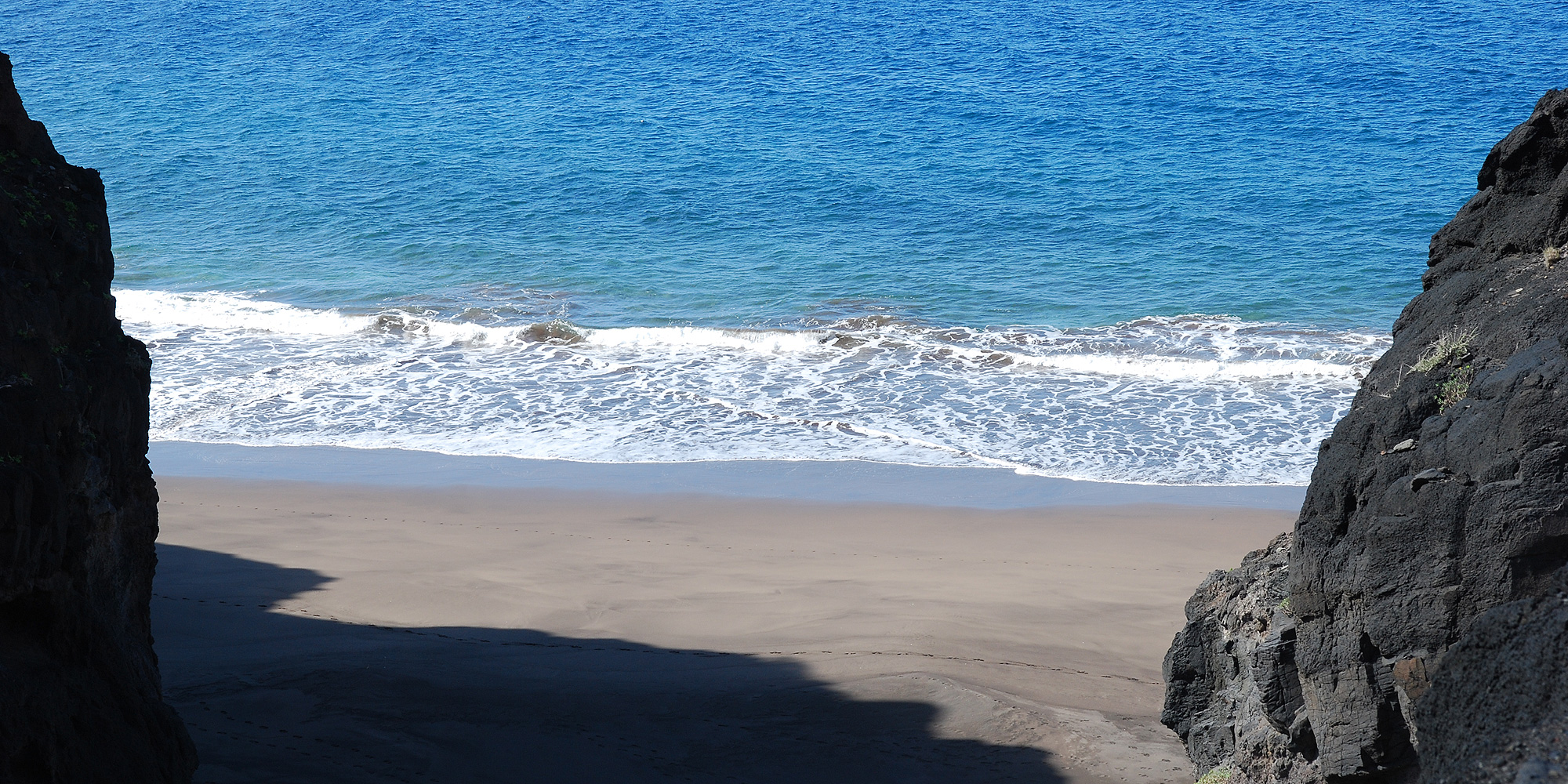
Der Abstieg zur Playa de Guigui